# Hans Steffens
Pour les articles homonymes, voir Steffens.
Hans Hermann Steffens, né le 8 novembre 1911 à Altona (Province du Schleswig-Holstein) et mort le 19 janvier 2004 à Gordes, est un peintre et graveur allemand.

## Biographie
Hans Steffens après des études secondaires lui permettant d'être bachelier suit les cours de l'Académie pédagogique d'Altona. La musique le passionne tout autant que la peinture : il joue du violon dans l'orchestre Collegium Musicum d'Altona. En 1933 il entre à l'Académie des Beaux-arts de Berlin puis, l'année suivante à l'Académie des arts de Königsberg.
En 1940 il est incorporé dans la Wehrmacht comme artilleur. En 1945 il est prisonnier de guerre en Russie. Il est libéré en 1948 et devient professeur à l'Académie des beaux-arts de Halle où il ne reste qu'un an avant d'aller à Hambourg. Il se rend régulièrement à Paris et se lie avec les artistes de la galerie Denise René.  En 1958 il s'installe dans le midi de la France : d'abord à Aix-en-Provence, puis à Roussillon (Vaucluse) et enfin, en 1961, à Gordes où il travaille la gravure à l'eau-forte avec Michel Moskovtchenko. En 1981 Dagmar Martens, peintre, vient vivre avec lui. Il reste à Gordes jusqu'à sa mort.

## Œuvres

### Techniques
Hans Steffens a utilisé diverses techniques : gravure sur bois, eau-forte, acrylique sur papier, gouaches, collages. À partir de 1970 il préfère réaliser de très petits formats.

### Accueil de ses créations
Le critique Jean-Marie Dunoyer écrit : « Une nature, une peinture sensible au cœur. Comme l'étiquette d'abstrait lui va mal. L'intellect n'intervient qu'après coup. Et tout est bon à Steffens pour transmettre son amour des choses : collages, incorporation de tissus, de feuilles aux arachnéennes nervures. On identifie sans mal un arbre superbement ramifié ou des épouvantails recréés de toutes pièces. »

### Expositions
Hans Steffens est suivi et exposé en France par les galeries Pascal Lainé, Ménerbes (Ménerbes 2009, Avignon 2003, Avignon 2001, hommage en 2009) ; Lambert-Rouland, Paris (1994, 1999, 2000, 2002) ; Noella Gest, Saint-Rémy de Provence (1977, 1979, 1983).
Hans Steffens est présenté au Märkisches Museum en 1958, au Musée Pierre-André Benoît, Alès, en 1993 au Centre d'art Campredon. de L'Isle-sur-la-Sorgue, au Musée de Brest en 1991, en 1996 au Musée Hébert, Grenoble.

### Œuvres
- Autoportrait, 1934
- Femme avec chat, gravure sur bois, 1938
- Sans titre, acrylique sur papier 1969
- Petits mécanismes, techniques mixtes, collage, 1982
- Tête, technique mixte et gaze, 1987
- Bain turc, acrylique et encre, 1997